# Necao II
Necao II, anche Wahemibra Nekau (... – 595 a.C.), è stato un faraone della XXVI dinastia egizia.

## Biografia
Figlio di Psammetico I Wahemibra regnò per sedici anni, dal 610 a.C. al 594 a.C., in accordo con la testimonianza di Erodoto ed i dati archeologici mentre sia Eusebio di Cesarea che Sesto Africano gli attribuirono un regno di soli sei anni.
Nel corso del suo regno Wahemibra dette un forte impulso allo sviluppo del traffico marittimo facendo costruire navi a Corinto e potenziando le flotte del Mar Mediterraneo e del Golfo Persico. Sempre nell'ottica dello sviluppo commerciale iniziò i lavori di ampliamento del canale navigabile tra il Nilo ed il Mar Rosso fondando anche la città di Per Temu Tjeku (la casa di Atum Tjeku) nella località oggi nota come Tell-el-Maskhuta, nei pressi della moderna Ismailia.
Al nome di questo sovrano è legata la prima circumnavigazione dell'Africa di cui si abbia notizia, impresa realizzata da marinai fenici.
In politica estera Wahemibra si impegnò a fondo nell'area palestinese nel tentativo di contrastare l'ascesa della coalizione tra Medi e Caldei.
Non essendo riuscito ad impedire la caduta di Harran, ultima roccaforte assira, il sovrano egizio occupò la Palestina sconfiggendo Giosia, re di Giuda, sul cui trono mise poi un sovrano di sua scelta: Johakim, fratello di Joachaz, legittimo erede (come narra il testo biblico).
Approfittando di una congiuntura favorevole Wahemibra riuscì a conquistare la piazzaforte di Kadesh sconfiggendo i babilonesi sull'Eufrate, primo sovrano egizio dopo Thutmose III ad attraversare questo fiume.
La risposta babilonese giunse dopo circa quattro anni, un esercito guidato da Nabucodonosor II, figlio di Nabopolassar, sconfisse gli egizi prima a Karkemiš e poi ad Hamath. Solo la morte del re babilonese salvò Wahemibra dalla completa disfatta permettendogli di riportare in Egitto i resti del suo esercito.
Nel 601 a.C. un tentativo babilonese di penetrazione in Egitto venne fermato al confine orientale del delta del Nilo ed in seguito Wahemibra riconquistò anche la città di Gaza ma non tentò più di occupare la Palestina.
| Nome Horo | Sesto Africano | Eusebio di Cesarea | Erodoto | Altri nomi |
| Sia-ib    | Nechao II      | Nechao II          | Necos   | Necho II   |

## Titolatura
| G5 |

| G5 |

| S32 · ib |

| S32 · ib |

| S32 · ib |

| S32 · ib |

| S32 · ib |

| S32 · ib |

| S32 · ib |

| S32 · ib |

| G16 |

| G16 |

|  |

| G8 |

| G8 |

|  |

| M23 · X1 | L2 · X1 |

| M23 · X1 | L2 · X1 |

| N5 | F25 | m | ib |

| N5 | F25 | m | ib |

| N5 | F25 | m | ib |

| N5 | F25 | m | ib |

| N5 | F25 | m | ib |

| N5 | F25 | m | ib |

| N5 | F25 | m | ib |

| N5 | F25 | m | ib |

| G39 | N5 |

| G39 | N5 |

| n | D28 | G43 |

| n | D28 | G43 |

| n | D28 | G43 |

| n | D28 | G43 |

| n | D28 | G43 |

| n | D28 | G43 |

| n | D28 | G43 |

| n | D28 | G43 |